# HD 73476
HD 73476，又名CD-33 5257，SAO 199436、HR 3419，是一颗恒星，视星等为6.48，位于銀經254.66，銀緯4.42，其B1900.0坐标为赤經8h 33m 31.5s，赤緯-33° 4.42′ 42″。